# Quasi-Park Narodowy Hyōnosen-Ushiroyama-Nagisan
Quasi-Park Narodowy Hyōnosen-Ushiroyama-Nagisan (jap. 氷ノ山後山那岐山国定公園 Hyōnosen-Ushiroyama-Nagisan Kokutei Kōen) – quasi-park narodowy na Honsiu, w Japonii.

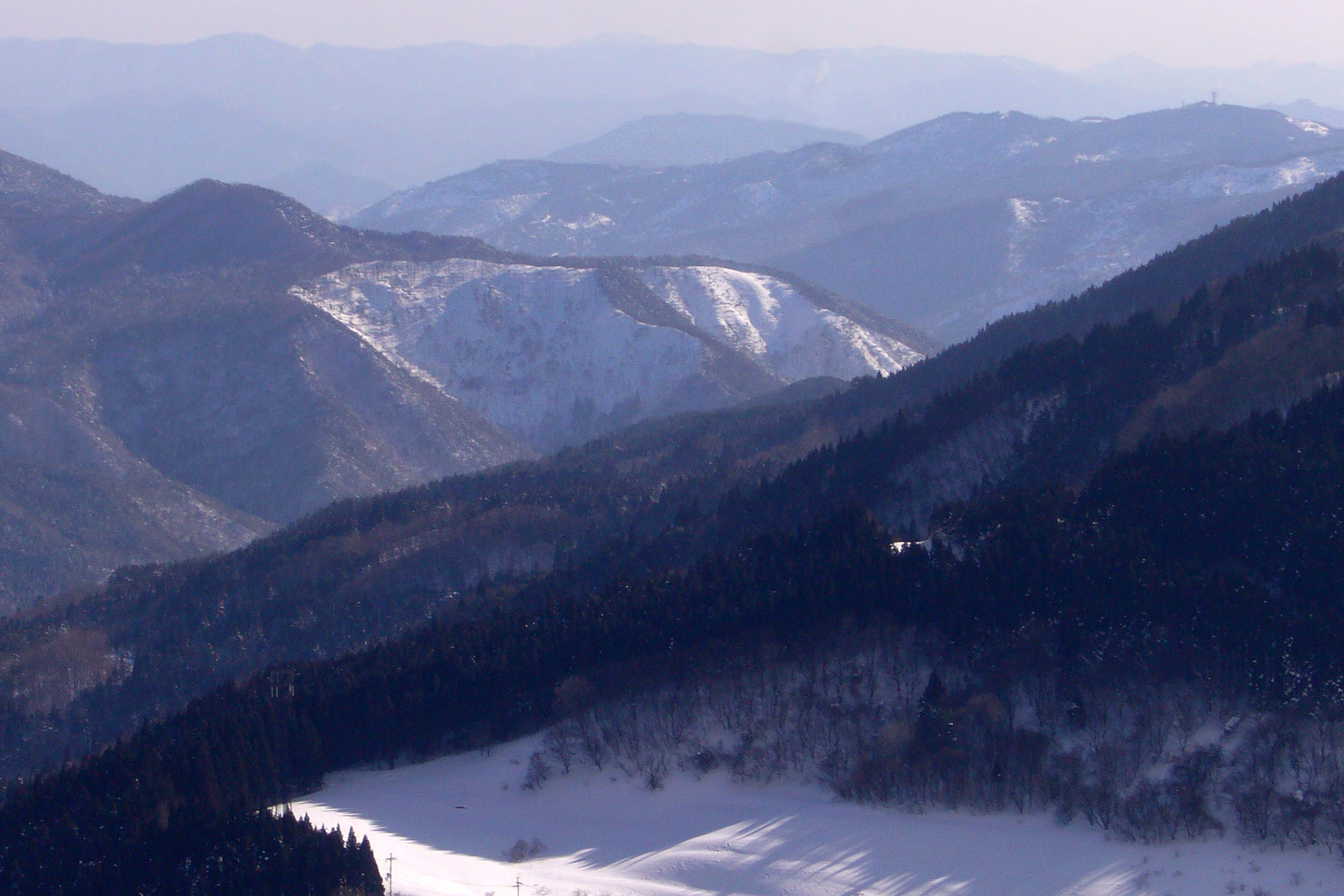
Ogólny widok parku

Park został utworzony w 1969 i obejmuje tereny usytuowane w trzech prefekturach: Hyōgo, Tottori, Okayama, o łącznym obszarze 488,03 km². Na terenie parku znajduje się częściowo łańcuch górski Chūgoku m.in. ze szczytami: Hyō-no-sen (lub Suga-no-sen; 1 510 m n.p.m.), Mimuro (1 358), Myōken-san (Tajima; 1 136), a także wodospady Saruo i Harafudō. 
Park jest klasyfikowany jako chroniący krajobraz (kategoria V) według IUCN.
Obszar ten został wyznaczony jako quasi-park narodowy 11 grudnia 1967. Podobnie jak wszystkie quasi-parki narodowe w Japonii, jest zarządzany przez samorząd lokalny prefektury.